# Ozymandias
Ozymandias ist der Titel eines bekannten Gedichts von Percy Bysshe Shelley aus dem Jahr 1817. Der titelgebende Name Ozymandias (Varianten Osymandias, Osymandyas; griechisch Ὀσυμανδύας Osymandýas) ist die von Diodor gräzisierte Version des Thronnamens „User-maat-Re“ („Re-User-maat“) des altägyptischen Pharaos Ramses II.

## Inhalt
In dem Sonett geht es um die Erzählung eines Wanderers, der in einer Wüste auf ein zerfallenes Monument des Königs Ozymandias stößt. Thema ist die Vergänglichkeit irdischer Werke. Das Gedicht wurde im Dezember 1817 im Rahmen eines Schreibwettbewerbes verfasst und im Januar 1818 zum ersten Mal publiziert. Es wurde 1941 von Richard Bales vertont.

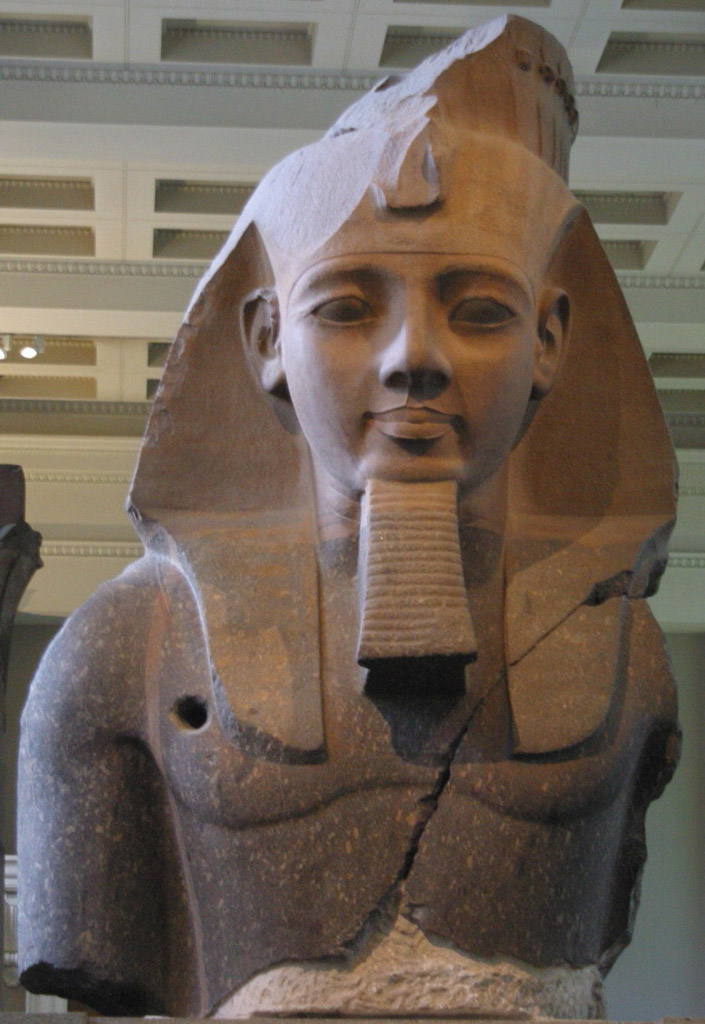
Kopf der Statue Ramses II. aus dem Ramesseum in Theben (British Museum, London)

Zu dem Thema des Gedichts wurde Shelley durch den kolossalen Kopf einer Statue von Ramses II. inspiriert, der 1816 auf Veranlassung von Henry Salt von Giovanni Battista Belzoni aus dem Ramesseum in Theben nach London transportiert und dort ausgestellt worden war.
Englischer Originaltext:
I met a traveller from an antique land

Who said: — Two vast and trunkless legs of stone

Stand in the desert... Near them, on the sand,

Half sunk, a shattered visage lies, whose frown,

And wrinkled lip, and sneer of cold command,

Tell that its sculptor well those passions read

Which yet survive, stamped on these lifeless things,

The hand that mocked them, and the heart that fed

And on the pedestal these words appear

‚My name is Ozymandias, king of kings

Look on my works, ye Mighty, and despair!‘

Nothing beside remains. Round the decay

Of that colossal wreck, boundless and bare

The lone and level sands stretch far away.
Übersetzung:
Ein Wandrer kam aus einem alten Land,

Und sprach: „Ein riesig Trümmerbild von Stein

Steht in der Wüste, rumpflos Bein an Bein,

Das Haupt daneben, halb verdeckt vom Sand.

Der Züge Trotz belehrt uns: wohl verstand

Der Bildner, jenes eitlen Hohnes Schein

Zu lesen, der in todten Stoff hinein

Geprägt den Stempel seiner ehrnen Hand.

Und auf dem Sockel steht die Schrift: ‚Mein Name

Ist Osymandias, aller Kön’ge König: –

Seht meine Werke, Mächt’ge, und erbebt!‘

Nichts weiter blieb. Ein Bild von düstrem Grame,

Dehnt um die Trümmer endlos, kahl, eintönig

Die Wüste sich, die den Koloß begräbt.“
(Übersetzung von Adolf Strodtmann, 1866)

## In Populärkultur
In The White Mountains (1967), dem ersten Band der Reihe Tripods von John Christopher, gibt sich der Mann, der als Wanderer getarnt Kinder für den Widerstand rekrutiert, den Namen Ozymandias und verwendet einen Teil des Gedichts. Seine Wahl fiel auf diesen Namen, da er in gewisser Weise ebenfalls ein Reisender aus einem untergegangenen Land ist, da er auf seinen Reisen auch viele der alten Städte der Menschen aus der Zeit vor der Zerstörung durch die Außerirdischen sah.
In der Comicreihe Watchmen und deren Filmadaption ist eine Figur namens Ozymandias eine der Hauptfiguren, deren richtiger Name Adrian Alexander Veidt lautet. Veidt gibt sich den Decknamen Ozymandias, nachdem er eine Gruppe von Drogenhändlern festgesetzt hat und ihn ein Polizist fragt, wer er sei. Ozymandias tritt als Verehrer der altägyptischen Kultur auf, deren Kunst er sammelt.
In der Buchreihe Der Goldene Kompass von Philip Pullman trägt der Dæmon der Antagonistin Mrs. Coulter den Namen Ozymandias. Der Name ist allerdings nur in der Hörspielfassung zu finden; In Büchern und Verfilmungen bleibt der goldene Affe namenlos und stumm.
Das 2005 veröffentlichte Album Qntal IV der Band Qntal trägt den Beinamen Ozymandias; darin werden auch Teile des Gedichts von Shelley verarbeitet.
Die 60. und drittletzte Folge der TV-Serie Breaking Bad trägt den Namen Ozymandias. Zusätzlich wurde das Stück im August 2013 in einem Teaser für die letzten acht Folgen der Serie verwendet, bei dem der Protagonist Walter White aus dem Off zu stimmungsvollen Landschaftspanoramen das Gedicht rezitiert. Für die aus gleichem Anlass produzierte Episode von MythBusters wurde ein ähnlicher Teaser produziert, der aus Szenen von MythBusters zusammengeschnitten ist und von Jamie Hyneman gelesen wird.
Der Name des Protagonisten des Computerspiels Amnesia: A Machine for Pigs, das 2013 veröffentlicht wurde, lautet Oswald Mandus. Aufgrund des Spielinhaltes und offiziellen Angaben der Entwickler lässt sich erschließen, dass dieser Name sich von Ozymandias ableitet.
Das Gedicht wird in Alien: Covenant (2017) von Android David zitiert, der sich für eine Art Gott hält. Fälschlicherweise benennt er Byron als den Verfasser, wird aber von Walter, dem anderen, „guten“ Androiden, berichtigt, dass es von Shelley ist, einem Verfechter des Atheismus.
In dem dritten Band der Fantasy-Trilogie Königin der Schatten - Verbannt (The Fate of the Tearling - The Tearling Trilogy, Book 3) von Erika Johansen wird im Kapitel drei ebenfalls auf das Gedicht Bezug genommen, als die Hauptfigur Kelsea Glynn über die Bedeutung ihrer Taten nachdenkt. So endet das Kapitel damit, dass sie die Zeile „Seht meine Werke, Mächt’ge, und erbebt“ aus dem Gedicht zitiert.
Im Film The Ballad of Buster Scruggs ist es eines der Gedichte, die der „Arm- und Beinlose“ im mobilen Theater rezitiert.
In der Kurzgeschichte Lohnschreiber in Woody Allens Buch Pure Anarchie benutzt der Filmproduzent E. Coli Biggs den Namen Ozymandias Pemp als Tarnung. In Allens Film Stardust Memories beschreibt ein Psychoanalytiker das künstlerische Schaffen der Hauptfigur als „Ozymandias Melancholy“. Dieser Begriff wird auch in To Rome with Love zitiert.
In dem Buch Jagd auf Roter Oktober von Tom Clancy zitiert Jack Ryan die Passage mit der Sockelinschrift, als er die Raketenschlüssel seinen Vorgesetzten übergibt. Er verdeutlicht damit die Zerstörungsgewalt der Atomwaffen, muss sich aber auch eingestehen, dass er müde und angetrunken ist, wenn er Shelley zitiere.
In der TV-Serie Der junge Inspector Morse (Originaltitel: Endeavour) spielt Ozymandias eine wichtige Rolle im Pilotfilm zur ersten Staffel. Unter dem Kürzel OZ agiert einer der Verdächtigen gegenüber einer Schülerin, eine Statue in seinem Büro, die das Gedicht illustriert, bringt den jungen Inspektor auf die entsprechende Spur.
In der vierten Folge der dritten Staffel von The Orville zitiert Captain Ed Mercer (Seth MacFarlane) aus dem Gedicht, um der neuen Präsidentin von Krill ihre Überheblichkeit aufzuzeigen.
Im Lied Uwe & Heiko der Rap-Gruppe Zugezogen Maskulin auf ihrem Album Alle gegen Alle wird die Statue des Königs Ozymandias mit der des KPD-Politikers Ernst Thälmann verglichen (Zitat: „Thälmann-Statue schaut herab wie König Ozymandias“). So wird eine Verbindung der Vergänglichkeit von Ikonen nach dem Niedergang des sie verehrenden Systems gezogen.
In der 16. Folge der elften Staffel von The Big Bang Theory erwähnt Sheldon Cooper das Gedicht und schlägt sowohl Ozymandias als auch Percy Bysshe Shelley als Namenspate für den Sohn von Bernadette und Howard Wolowitz vor. Die Erwähnung ist insofern interessant, da in dieser Episode mehrfach auf Ägypten angespielt wird.
Der tschechische Rapper Yzomandias und der italienische Rapper Ozymandias beziehen sich in ihrer Selbstbezeichnung auf Ozymandias.
Der amerikanische Schriftsteller Chuck Palahniuk nimmt im 28. bzw. vorletzten Kapitel seines dystopischen Debütromans Fight Club (1996) Bezug auf das Gedicht als sein namenloser Protagonist kurz vor seinem Selbstmordversuch erklärt: „[...] everything you ever love will reject you or die. Everything you ever create will be thrown away. Everything you’re proud of will end up as thrash. I am Ozymandias, king of kings.“